# Patrick McFarland
Patrick Aloysius "Pat" McFarland (nacido el 7 de diciembre de 1951 en Willingboro, Nueva Jersey)  es un exjugador de baloncesto estadounidense que disputó tres temporadas en la ABA. Con 1,96 metros de estatura, jugaba en la posición de escolta.

## Trayectoria deportiva

### Universidad
Jugó durante tres temporadas con los Hawks de la Universidad St. Joseph's, en las que promedió 18,4 puntos y 5,9 rebotes por partido. Fue elegido en dos ocasiones en el mejor quinteto de la Mid-American Conference y en la última temporada también de la Philadelphia Big 5.

### Profesional
Fue elegido en la vigésimo octava posición del Draft de la NBA de 1973 por New York Knicks, y también por los Denver Rockets en la cuarta ronda del Draft de la ABA, fichando por estos últimos. Allí jugó dos temporadas, siendo la mejor de ellas la segunda, ya con la denominación de Denver Nuggets, en la que promedió 6,5 puntos y 1,7 rebotes por partido.
Antes del comienzo de la temporada 1975-76 fue traspasado a los San Diego Sails, donde estaba realizando una buena temporada, promediando 12 puntos y 4 rebotes por partido, la franquicia quebró, y tras no ser elegido en el draft de dispersión, optó por retirarse.

## Estadísticas de su carrera en la ABA

### Temporada regular
| Temporada | Edad | Equipo          | Liga | P   | TIT | MIN  | TC  | TCA  | %TC  | 3P  | 3PA | %3P  | TL  | TLA | %TL  | R.OF. | R.DEF. | REB | ASIS | ROB | TAP | PER | FP  | PTS  |
| 1973-74   | 22   | Denver Rockets  | ABA  | 67  |     | 11.3 | 2.4 | 5.4  | .443 | 0.1 | 0.4 | .333 | 0.5 | 0.8 | .673 | 0.9   | 1.1    | 2.0 | 1.0  | 0.3 | 0.1 | 0.6 | 1.0 | 5.4  |
| 1974-75   | 23   | Denver Nuggets  | ABA  | 70  |     | 13.5 | 2.9 | 6.1  | .472 | 0.0 | 0.2 | .125 | 0.7 | 0.9 | .788 | 0.5   | 1.2    | 1.7 | 1.7  | 0.7 | 0.1 | 1.5 | 0.9 | 6.5  |
| 1975-76   | 24   | San Diego Sails | ABA  | 11  |     | 25.0 | 5.0 | 10.9 | .458 | 0.1 | 0.2 | .500 | 1.9 | 2.0 | .955 | 1.5   | 2.5    | 4.0 | 3.5  | 0.5 | 0.1 | 2.6 | 1.8 | 12.0 |
| Total     |      |                 | ABA  | 148 |     | 13.4 | 2.8 | 6.1  | .458 | 0.1 | 0.3 | .262 | 0.7 | 0.9 | .771 | 0.8   | 1.2    | 2.0 | 1.5  | 0.5 | 0.1 | 1.2 | 1.0 | 6.4  |